# Athetis costiplaga
Athetis costiplaga là một loài bướm đêm trong họ Noctuidae.